# Artsakhi Futbolayin Liga
L'Artsakhi Futbolayin Liga (in armeno Արցախի ֆուտբոլային լիգա?), letteralmente Lega calcio dell'Artsakh, è stata la più importante competizione calcistica della Repubblica di Artsakh. Nonostante vi sia stato un torneo calcistico in Artsakh sin dal 2004, questo campionato nella sua versione attuale e ufficiale si è formato solo nel 2018 ed era composto da nove club. 
Poiché la Federazione calcistica dell'Artsakh non è un membro della FIFA o della UEFA, i suoi club non possono prendere parte a competizioni o tornei internazionali.

## Le squadre
Sono 14 le squadre ad aver preso parte ai 7 campionati di Artsakhy futbolayin liga che sono stati disputati a partire dal 2004 fino alla stagione 2021 (della quale si riportano in grassetto le squadre militanti):
- 7 volte:  Lernayin Artsakh,  Avo,  Berd Askeran,  Gandzasar,  Jraberd,  Kirs
- 5 volte:  Dizak,  Berdzor
- 4 volta:  Yerazank,  Zangezour,  Khachen
- 2 volte:  Tchartar
- 1 volta:  Artsakh U21,  Mijnaberd,  Artsakh U17,  Tigran Mets

## Albo d'oro
- 2004:  Lernayin Artsakh (1°)
- 2009:  Lernayin Artsakh (2°)
- 2010:  Jraberd (1°)
- 2011:  Avo (1°)
- 2018:  Lernayin Artsakh (3°)
- 2019:  Berd Askeran (1°)
- 2021:  Yerazank (1°)